# Esther Barbara Bloemartová
Esther Barbara Bloemartová, také známá jako Esther Barbara von Sandrart (7. června 1651 – 1733, Norimberk), byla německá sběratelka umění.

## Život
Esther Barbara Bloemartová se narodila 7. června 1651 v Německu. Jejím otcem byl bankéř Wilhelm Bloemart a její matkou byla Anna Elisabeth Bloemartová (rozená Salmuthinová), žili v Norimberku.
V roce 1673 se stala druhou manželkou životopisce Joachima von Sandrarta. Bloemartová byla o 45 let mladší než Sandrart. Když její manžel v roce 1688 zemřel, začala sbírat předměty. Její sbírka byla umístěna v Norimberku a byla velice rozsáhlá; sahala od přírodních objektů, jako jsou motýli, až po mince a etnografické artefakty.
Portréty Esther Bloemartové maloval umělec Georg Desmarées.